# Roshawn Clarke
Roshawn Clarke, född 1 juli 2004, är en jamaicansk friidrottare som tävlar i häcklöpning.
Vid Världsmästerskapen i friidrott för U20 år 2022 tog Clarke brons på 400 meter häck.